# Classe Takanami
La classe Takanami est une classe de destroyers de la Force maritime d'autodéfense japonaise (JMSDF) construite au début des années 2000 par les chantiers Mitsubishi Heavy Industries de Nagasaki.

## Conception
Il s'agit d'une évolution de la classe Murasame  avec un calibre supérieur pour la pièce d'artillerie avant (Otobreda) et un équipement électronique plus récent.

## Les bâtiments
| N° coque | Nom          | Lancement         | Service effectif | Chantier naval                       | Port d'attache | Photo |
| -------- | ------------ | ----------------- | ---------------- | ------------------------------------ | -------------- | ----- |
| DD-110   | JDS Takanami | 26 juillet 2001   | 12 mars 2003     | Mitsubishi Heavy Industries Nagasaki | Yokosuka       |       |
| DD-111   | JDS Onami    | 20 septembre 2001 | 13 mars 2003     | Mitsubishi Heavy Industries Nagasaki | Yokosuka       |       |
| DD-112   | JDS Makinami | 8 août 2002       | 18 mars 2004     | Mitsubishi Heavy Industries Nagasaki | Sasebo         |       |
| DD-113   | JDS Sazanami | 29 août 2003      | 16 février 2005  | Mitsubishi Heavy Industries Nagasaki | Kure           |       |
| DD-114   | JDS Suzunami | 26 août 2004      | 16 février 2006  | Mitsubishi Heavy Industries Nagasaki | Maizuru        |       |